# Nitrito de amila
O Nitrito de amila ou 3-metil-1-nitrosooxibutano é o composto orgânico de fórmula molecular C5H11ONO, com vário isômeros conhecidos todos como um radical amila ligados à função orgânica nitrito. A função alquila é inerte e as propriedades biológicas estão ligadas majoritariamente à função nitrito. Como outros nitritos de aquila o nitrito de amila tem efeitos biológicos nos mamíferos, sendo prioritariamente um vasodilatador utilizado para o tratamento emergencial de curto prazo (24 - 72 h) da hipertensão arterial e como antídoto para o envenenamento agudo por cianetos. Como gás inalante tem efeito colateral neurológico atuando no SNC sendo classificado então como uma droga entorpecente.

## Síntese e decomposição
Os nitritos de alquila são preparados pela reação de um álcool com um ácido nitroso: C5H11OH  +  HONO  →  C5H11ONO  +  H2O
A síntese ocorre por esterificação e atualmente é algo bem compreendido e pode ser completada em laboratórios caseiros. Um procedimento comum é o gotejamento de ácido sulfúrico concentrado numa mistura resfriada de nitrito de sódio aquoso e um álcool. A solução estequiométrica intermediária de ácido nítrico e nitroso converte o álcool em nitrito de alquila que, devido à sua baixa densidade, flutua na solução e pode ser facilmente decantado.
A decomposição ocorre na presença de um álcali em sais de nitrito e um álcool-amila: C5H11ONO  +  NaOH  → C5H11OH  +  NaNO2
Assim como outros nitritos de aquila ele também reage com carbânions gerando oximas.

## Efeitos fisiológicos

### Anti-hipertensivo
O nitrito de amila assim como nitritos de alquila (precursores do óxido nítrico) é um potente vasodilatador relaxando as artérias e diminuindo a pressão. Alguns efeitos colaterais incluem dor de cabeça, rubor facial, aumento na freqüência cardíaca e relaxamento involuntário da musculatura, especialmente do esfíncter anal e da parede dos vasos sangüíneos. Os sintomas relacionados à overdose incluem náuseas, vômitos, hipotensão, hipoventilação, dispnéia. Os efeitos da inalação de vapores do nitrito de amila aparecem instantaneamente e, na maioria dos casos, desaparecem em menos de um minuto.

### Antídoto para cianotoxinas
Como antídoto para o envenenamento por cianuretos pela sua capacidade de formar meta-hemoglobina que sequestra os ânions CN−1 transportando-os como a relativamente inócua cianometa-hemoglobina. O tratamento de urgência para o envenenamento por cianeto inclui, além da inalação de nitrito de amila, a administração intravenosa de nitrito de sódio e tiossulfato de sódio.

### Entorpecente
Pelos seus efeitos psicoativos é inalado com finalidades recreativas induzindo a um breve estado de euforia, afrodisíaca e amplificador do prazer sexual. A suspensão de estimulantes como as anfetaminas é normalmente seguido  se usado em conjunto com outras drogas estimulantes como anfetaminas, cocaína ou ecstasy. Não há relatos de dependência física (vício), tampouco síndrome de abstinência no entanto acredita-se causar dependência psicológica. A overdose pode causar asfixia, perda da consciência, choque, PCR e conseqüente morte contudo, pela via inalatória, o desfecho fatal é acontecimento singular o que torna o uso entorpecente do nitrito de isoamila um tanto arriscado.